# ジェームズ・ジョーンズ (小説家)
ジェームズ・ラモン・ジョーンズ（James Ramon Jones、1921年11月6日 - 1977年5月9日）は、アメリカの小説家。第二次世界大戦とその戦後について探求した作品で知られる。1952年に最初の小説『地上より永遠に』で全米図書賞を受賞し、続いて映画化、テレビドラマシリーズにもなった。

## 生涯
イリノイ州ロビンスンに、父ラモン、母エイダの子として生まれ、育つ。少年時代はフォークナーの作品に親しんだ。1939年高校卒業後すぐに志願して陸軍に入り、第二次大戦中まではハワイのオアフ島スコフィールドバラックスで第25歩兵師団第27歩兵連隊に所属した。ガダルカナル島の戦いにおけるオースティン山でのギャロップ馬とタツノオトシゴ作戦の戦闘で負傷。ベトナム戦争ではジャーナリストとしてベトナムに赴いた。
戦争体験は、ジョーンズの最も著名な戦争三部作と呼ばれる作品に影響を与えた。日本による真珠湾攻撃を目撃したことは、最初の著作『地上より永遠に』（1951年）を書かせた。ガダルカナル島の経験は『シン・レッド・ライン』（1962年）に反映され、『ホイッスル』（没後1978年刊）は、足首の負傷によるメンフィスでの入院経験が元になっている。
ジョーンズは二人の子がおり、その一人カイリー・ジョーンズは1960年代のパリでの生活を回想した『兵士の娘は泣かない』で知られる作家で、息子のジェイミー・ジョーンズはフランスで生活した。『兵士の娘は泣かない』は1998年に、クリス・クリストファーソン、バーバラ・ハーシー、リーリー・ソビエスキーの主演で映画化されている。この映画の公開は、テレンス・マリック監督による同じ1998年版『シン・レッド・ライン』とともに、ジェームズ・ジョーンズの生涯と作品への興味を再燃させ、2011年にカイリー・ジョーンズによる、『地上より永遠に』無検閲版の刊行へと繋がった。
ジョーンズは、1950年代にかつての恋人ラウニー・ハンディとその夫ハリー・ハンディが、イリノイ州マーシャルで「ハンディ・ライターズ・コロニー」を構築するのを手助けした。これはハリーの資金で成り立っていたが、一部は『地上より永遠に』成功後のジョーンズの資金も含まれる。新進芸術家が執筆に専念するできるようにするユートピアとして構想されたが、ハンディの気まぐれな行動と、ジョーンズが小説に専念したことによって、数年後には解体した。
ニューヨーク州サウサンプトンでうっ血性心不全により死去。同州ブリッジハンプトンのポクサボーグ緑園墓地に葬られた。文献はテキサス大学オースティン校ハリー・ランサム・センターに保存されている。妻グロリアは2006年6月9日に死去。ジョーンズの多くの本はデジタル形式で参照でき、その中には処女作「笑いを継承する者達」の抜粋や、未刊の「戦争の終わりへ」の抜粋が含まれる。

## 作品
ジョーンズは、彼の処女作「笑いを継承する者達」の名で呼ばれる。この作品は大戦直後のロビンスンでの体験を散りばめた、自伝的小説だった。しかし鋭すぎたり不足したりする視野のために多くの反発を受け、彼は『地上より永遠に』の執筆を始める。
『地上より永遠に』は1951年にチャールズ・スクリブナーズ・サンズ社から出版され、全米図書賞フィクション部門を受賞。
モダン・ライブラリ社委員会は、20世紀小説ベスト100の一つに挙げている。
第2作『走り来る人々』（1957年）は、棄てられた処女作にルーツがある。『永遠』とは対照的に、批評家からは酷評される。特に頻出する単語の綴りや句読のミスを厳しく取り上げたが、それらはジョーンズが作品の舞台や人物を田舎風に見せるためのスタイルであることに気付かないためだった。同時期のいくつかの短篇小説（短篇集『アイスクリーム頭痛、その他の物語』に所収）でも同じ手法を用いていたが、1962年『シン・レッド・ライン』を書く頃にはそれらは放棄し、文法的には通常のスタイルに戻った。 『走り来る人々』はフランク・シナトラ、ディーン・マーティン、シャーリー・マクレーン主演で映画化され、こちらは好評となってオスカー数部門にノミネートされた。
ジョーンズは最後の小説『ホイッスル』を完成する前に死去した。しかし彼は自分の死後にウィリー・モリスが最終章を完成させるための豊富なノートを残しており、1年後の1978年に『ホイッスル』は出版された。これでジョーンズの（『永遠』『シン・レッド・ライン』との）戦争三部作が揃うことになった。

## 著作リスト
- 『地上（ここ）より永遠に（とわに）』From Here to Eternity1951年
  - 無検閲版From Here to Eternity: The Restored Edition. Open Road Media, 2011年
  - 山屋三郎、鈴木重吉訳 筑摩書房 1954‐56
  - 新庄哲夫訳『地上より永遠に（1〜4）』角川書店 1987年
- 『走り来る人々』Some Came Running 1957年
- 『ピストル』The Pistol 1959年
- 『シン・レッド・ライン』The Thin Red Line 1962年
  - 鈴木主税訳『シン・レッド・ライン（上・下）』角川書店 1999年
- 『未亡人製造機へ』Go to the Widow-Maker 1967年
- 『氷菓子の頭痛、その他の物語』The Ice-Cream Headache and Other Stories 1968年
  - 安達昭雄訳『氷菓子の頭痛』角川文庫 1978年（上記より「鋼の気質」（1948年）など6編を収録）
- 『5月の陽気な月』The Merry Month of May 1971年
- 『危険の手触り』A Touch of Danger 1973年
- 『ベトナム日誌』Viet Journal 1974年（ノンフィクション）
- 『第二次世界大戦』WW II 1975年
- 『ホイッスル』Whistle 1978年（ウィリー・モリスにより完成）
- 『戦争の終わりへ』To the End of the War （未刊）[3]

## 原作作品
- 『地上より永遠に』は、1953年に映画化、1979年にテレビミニドラマ化、1980年にテレビシリーズ化された。
- 『走り来る人々』は1958年に映画化された。
- 『シン・レッド・ライン』は1964年、1998年の2度映画化されている。

## 注
1. ↑  
Accepting a National Book Foundation Medal in 1993, ゴア・ヴィダル recounted (read by Harry Evans in his absence):
"I did attend one of the first National Book Award Ceremonies 40 years ago. That was also my last experience of book prize giving. ...
The Winner in fiction, was my old friend James Jones, From Here To Eternity. His victory was somewhat marred by Jean Stafford, one of the [five] judges, unlike our present distinguished company, who moved slowly, if unsurely, about the room, stopping before each notable to announce in a loud voice, "The decision was not unanimous."
"National Book Awards Acceptance Speeches: Gore Vidal ...". National Book Foundation. Retrieved 2012-03-12.